# Кашмірці
Кашмі́рці (кашм. کٲشُر لُکھ / कॉशुर लुख) — найбільший народ штату Джамму та Кашмір в Індії. Власна назва — «кашур».

## Територія
Кашмірці мешкають переважно у Кашмірській долині, вздовж річки Джелам. Більшість живе в індійському штаті Джамму та Кашмір, частина — на території Азад Кашміру, що перебуває під контролем Пакистану.

## Мова
Розмовляють мовою кашмірською мовою (кашмірі), що належить до дардської групи індоарійських мов. Кашмірі містить багато запозичень із санскриту, арабської та перської мов. Потужним є вплив урду, мови ділових і торгових кіл, яка тривалий час була також мовою початкової школи.
Основні діалекти: кашмірі, каштварі, поґулі, сираджи, рамбані. Літературна мова заснована на діалекті кашмірі.
Кашмірська мова використовує арабське письмо. Перші зразки художньої літератури датуються XIV ст.
У містах відчувається сильний вплив мов урду, гінді, панджабі. У Срінагарі, літній столиці Джамму та Кашміру, навіть сформувалася особлива говірка, що є сумішшю кашмірської мови з панджабі, урду, пушту.

## Демографія
Чисельність осіб, що розмовляють кашмірською мовою, в Індії, за даними перепису населення 2001 року, становила 5 527 698 осіб. З них 5 425 733 особи (98,2 %) жили в штаті Джамму та Кашмір.
У Пакистані, за даними перепису населення 1998 року жило 132 450 осіб, що розмовляли кашмірською мовою.

## Вірування
За релігією 92 % кашмірців — мусульмани, 6 % — індуїсти, решта 2 % — сикхи.
Абсолютна більшість прибічників ісламу в Кашмірі є сунітами. Шиїти становлять ледве 5 % мусульман, ними є переважно заможні містяни.
У минулому кашмірці були буддистами та індуїстами. Вплив індуїзму й досі відчувається в Кашмірі. Місцеві ісламські культи й обряди увібрали багато індуїстських традицій. Часто мусульмани й індуїсти шанують одні й ті самі святині.
Більшість кашмірських індуїстів сповідує шиваїзм. Кастова організація в Кашмірі існує лише серед цієї конфесійної групи. Найбільшою й найвпливовішою кастою є брахмани, яких кашмірці називають пандитами, тобто «вченими». Серед пандитів багато не лише священиків, а й чиновників, вчителів, бізнесменів.

## Господарська діяльність

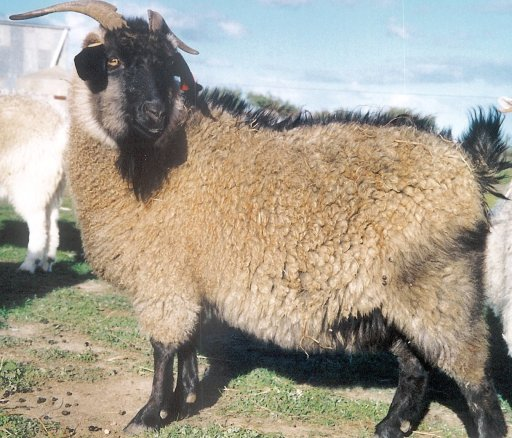
Кашмірська коза

Кашмірці ведуть осілий спосіб життя й пов'язане з ним багатогалузеве сільське господарство. Основним заняттям є орне землеробство з використанням дамб, каналів та інших зрошувальних систем.
Рис, головний продукт харчування кашмірців, водночас є й головною продовольчою культурою регіону. Він займає більшу частину посівних площ у долині Джеламу, в гирлах інших річок та на берегах озер. Польові роботи тривають практично безперервно з березня по грудень. У березні-квітні селяни зорюють поля й вносять добрива, у квітні-травні висівають рис, а згодом пересаджують розсаду. Головні роботи з пересаджування й прополювання рису припадають на літні місяці. Участь у цих роботах бере все працездатне населення. Врожай збирають у вересні-жовтні, а на зиму поля ще декілька разів зорюють і боронують.
Наступною за вагою продовольчою культурою є кукурудза. Її стебло дуже також цінується як корм для худоби. Із зернових вирощують ще пшеницю та ячмінь.
Помітне місце в господарстві займає вирощування олійних культур — ріпака та кунжуту. Олію також отримують з насіння льону та бавовнику, волоських горіхів та ядер абрикосу. Головною технічною культурою є бавовник. Крім того, вирощують і виробляють шафран.
На городах вирощують огірки, помідори, ріпу, гарбузи, дині, кавуни, картоплю, цибулю та інші овочеві культури.

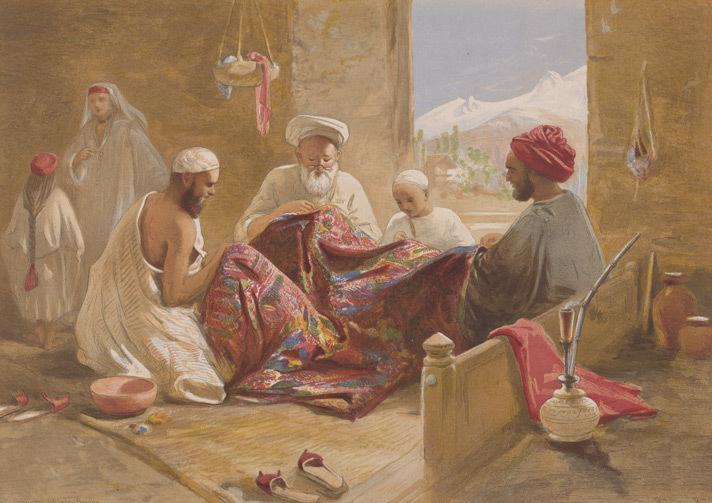
Виготовлення кашмірських шалей (1867)

Велике значення в господарстві кашмірців має садівництво. Під садами зайнято багато земель як у долинах, так і на схилах гір. За різноманіттям і кількістю фруктів Кашмір стоїть на першому місці в Індії. Яблука, груші, виноград, шовковиця, мигдаль, гранат, волоські горіхи, персики та абрикоси здавна займали помітне місце в кашмірському експорті. Особливе місце в господарстві кашмірців займає шовковиця (тутове дерево). Її плоди, особливо сушені, їдять, а листям вигодовують гусінь тутового шовкопряда, взимку дають його вівцям.

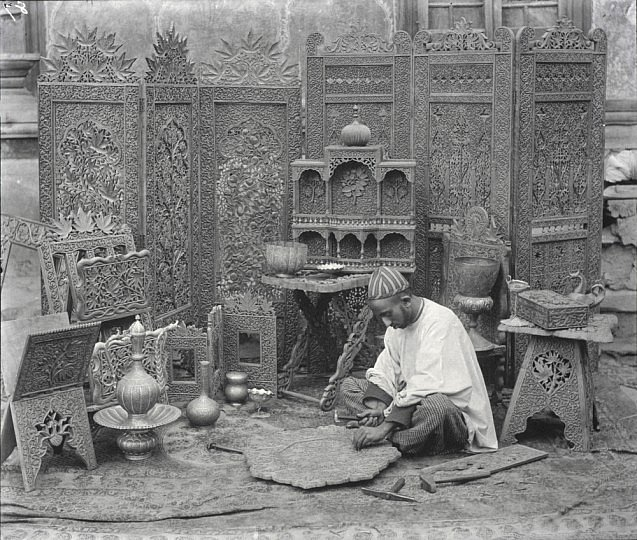
Кашмірський різьбяр

Розвинені бджільництво й шовківництво.
Важливе місце в господарстві регіону займає також скотарство. Велика рогата худоба використовується переважно для польових робіт, а також як тяглова й молочна худоба. Решту худоби (вівці, кози) випасають на гірських пасовищах. Місцеві вівці відрізняються чудовою шерстю і м'ясом.
Високо розвинені ремесла. Світову славу Кашміру принесли тонкі вовняні шалі — кашемір, виготовлені з козячого пуху. Шалі бувають просто ткані та вишиті, деякі з них є справжніми витворами мистецтва. Кашмірські майстри займаються також виготовленням килимів, вишитої повсті.
Широко відоме кашмірське художнє різьблення на дереву, що відзначається майстерністю й різноманіттям сюжетів та порід дерев, що використовуються різьбярами. Те саме стосується й лакованих розфарбованих виробів з пап'є-маше.
Отримали розвиток також обробка металу, карбування, ювелірне ремесло тощо. Більшість кашмірських ремісників зосереджена в Срінагарі.
Незначна кількість кашмірців працює в промисловості.

## Побут

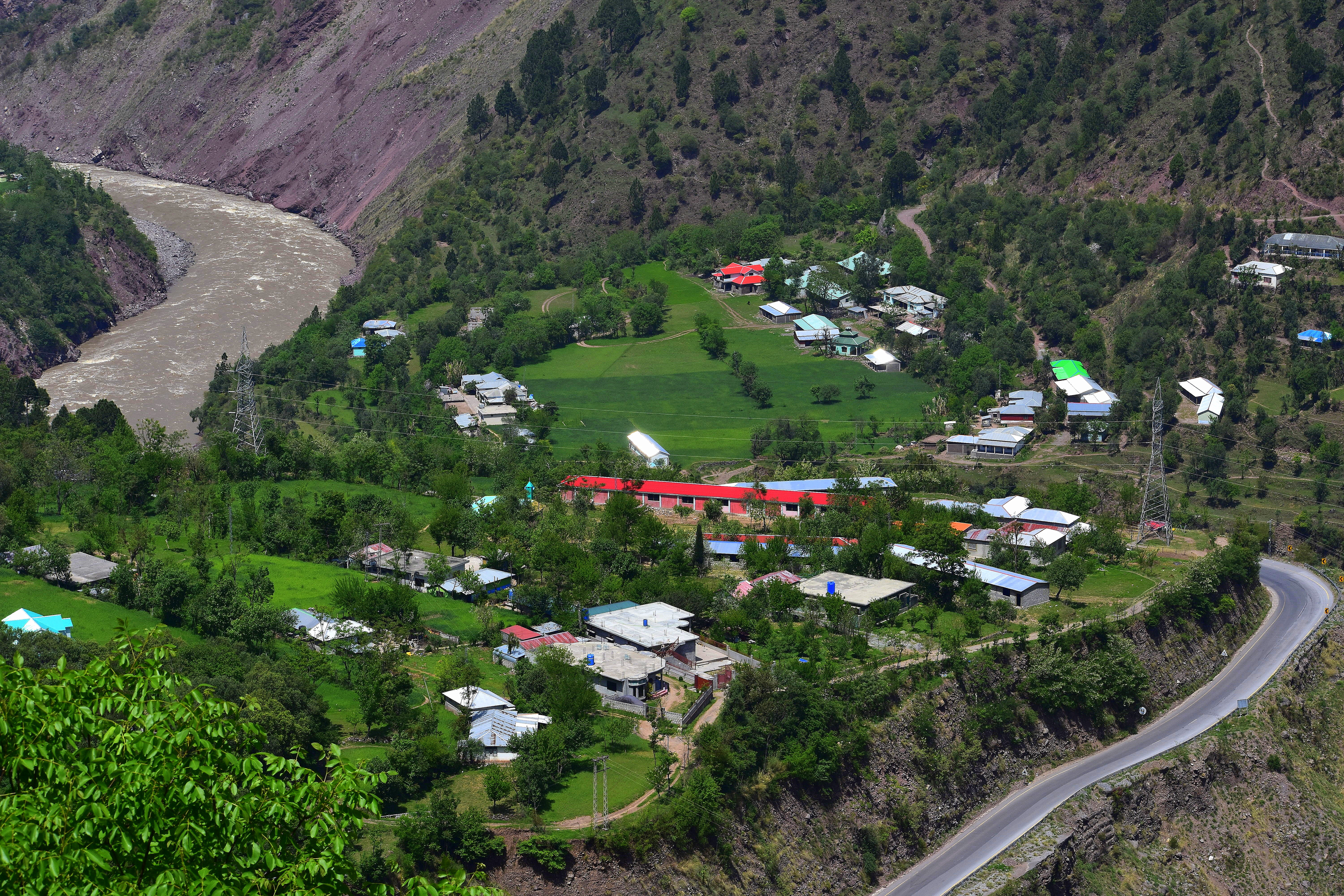
Селище в долині Джеламу

Кашмірські села розкидані як у долині Джаламу, так і вздовж його приток, а також у горах. У більшості випадків вони не мають правильного планування, а пристосовані до особливостей місцевого рельєфу.

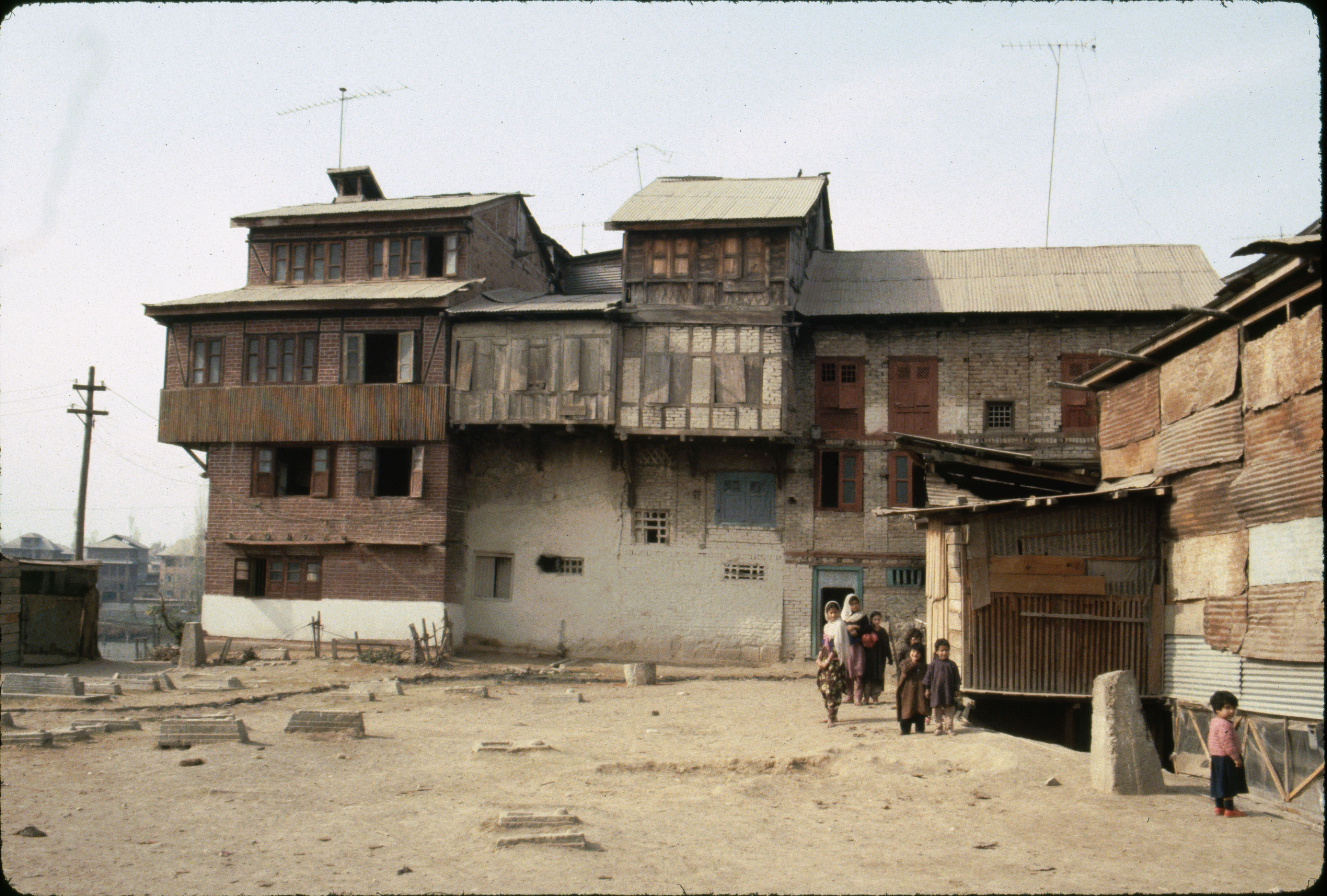
Будинок в Срінагарі, в якому виготовляють килими

Будинки ставлять із цегли, дерева або каменю. Вони мають два або три поверхи, на першому поверсі тримають худобу й реманент, другий поверх — житловий. Дах похилий, криють його соломою, дранкою або черепицею. У долинах річок для захисту від повеней будинки ставлять на високому фундаменті або на палях.
У долинах садибу огороджують глиняною стіною або плотом. Гірські поселення зазвичай не мають подвір'я.
Міські будівлі в Кашмірі конструктивно не відрізняються від сільських.
Основною повсякденною їжею кашмірців є варені рис на кукурудза. Рис зазвичай варять на воді, а кукурудзу на молоці. Молоко вживають сирим, також роблять з нього сири та пряжене масло. Їдять м'ясо овець та кіз, рибу і птицю, яловичини не вживають. Важливе місце в раціоні місцевого населення займають фрукти, взимку — сушені (шовковиця, абрикоси, яблука, груші); сушать також гарбузи та дині.
Улюбленим напоєм кашмірців є чай. Готують його солодким (ширі) або солоним (кахва), але в обох випадках п'ють з молоком.
Відмінності між традиційними чоловічим та жіночим костюмами незначні. Влітку зазвичай носять бавовняний одяг, взимку — шерстяний, переважно з чорної, білої або сірої тканини. Головним елементом костюму є широка, пряма сорочка з довгими рукавами, у чоловіків вона коротша, у жінок — довша. Коли холодно, зверху на сорочку вдягають халат (пірен) з розгорненими полами й підперізують його поясом або мотузкою. Всі чоловіки й більшість жінок носять штани. Чоловічі штани (пайджама) можуть бути широкі або вузькі, жіночі штани (шальвар) — завжди широкі.
На ноги вдягають дерев'яні або шкіряні сандалі; шкіряні черевики є ознакою статків людини. Традиційне зимове взуття: солом'яні туфлі або повстяні чоботи (патава).
Існують відмінності в одязі мусульман та індуїстів. Одяг мусульман широкий, на застібках, халати запинають направо, на голову вдягають шпичасті тюбетейки. Індуїсти носять вузький одяг, халати запинають наліво, на голові носять круглі шапчини, жінки, на відміну від мусульманок, не прикрашають одяг кольоровою вишивкою.
В містах населення носить переважно одяг європейського або загальноіндійського типу.

## Історія

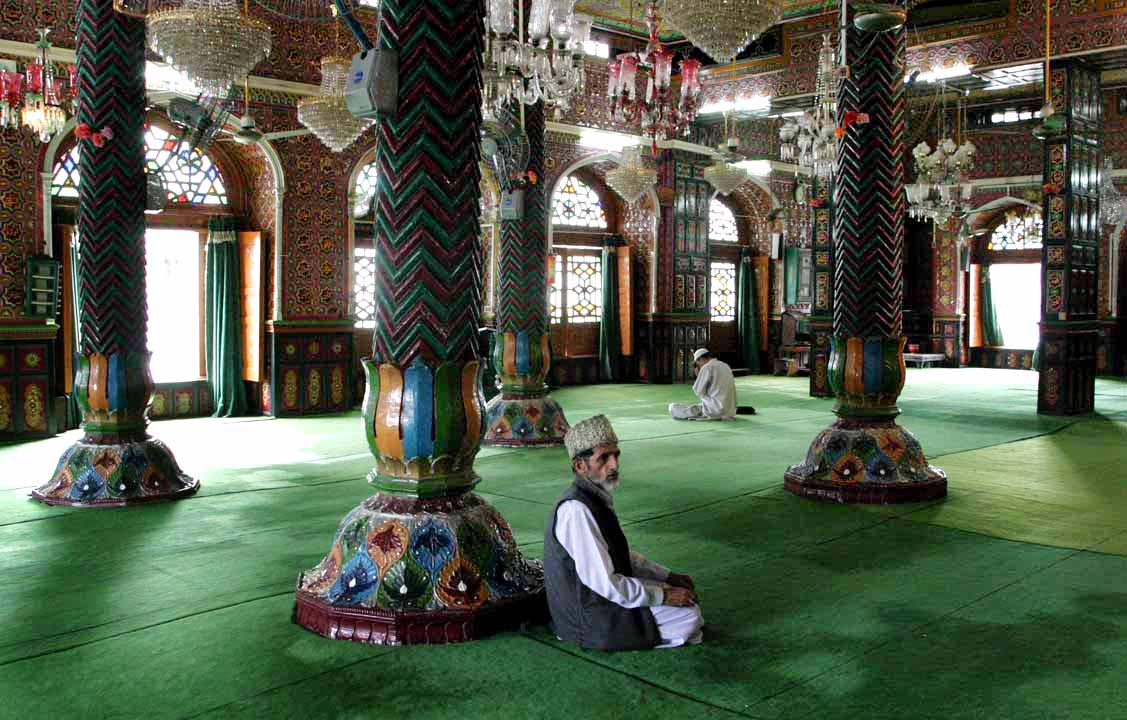
Головна мечеть у Срінагарі

Кашмірці — народ давньої культури. Перші згадки про Кашмір пов'язані з індійським походом Александра Македонського (327—326 рр. до Р. Х.). Тоді жителів країни називали дардами.
В III ст. до Р. Х. Кашмір входив до складу імперії Маур'їв, в I—II ст. після Р. Х. належав до Кушанського царства.
За часи правління царя Канішки I (127—147) Кашмір стає культурним центром величезної Кушанської імперії. В країні було збудовано багато монастирів і буддійських святилищ. При монастирях існували загальноосвітні школи, в яких навчалися учні з багатьох країн Азії. Кашмірські теологи зробили помітний внесок до канонічної буддійської літератури. Вони активно поширювали буддійське вчення в інших країнах Сходу.
У VII ст. на зміну буддизму прийшов індуїзм. Кашмір складався тоді з дрібних князівств, які постійно ворогували між собою. Лише раджі Лалітадітья на короткий час (724—760) вдалося об'єднати Кашмір, більше того — ще й підкорити сусідні області Північної Індії й навіть частину Середньої Азії.
У XIV ст. регіон потрапляє під владу мусульман, кашмірці поступово переходять в іслам.
Збереглися визначні пам'ятки архітектури кашмірців, серед них — головна мечеть у Срінагарі та ін.